# Tyler Toffoli
Tyler Toffoli (* 24. dubna 1992, Scarborough) je kanadský hokejový útočník hrající v týmu San Jose Sharks v severoamerické lize National Hockey League (NHL). V sezóně 2013/2014 získal s týmem Los Angeles Kings Stanley Cup.
Kanadu reprezentoval na MS 2015 v Česku a získal zde zlatou medaili. Další zlatou medaili přidal na MS 2023, kde působil jako kapitán mužstva.

## Individuální ocenění
- 2010/11 – Eddie Powers Memorial Trophy
- 2010/11, 2011/12 – Jim Mahon Memorial Trophy
- 2012/13 – Dudley „Red“ Garrett Memorial Award

## Klubové statistiky
| Sezona      | Klub                | Soutěž      | Základní část | Základní část | Základní část | Základní část | Základní část | Play off | Play off | Play off | Play off | Play off |
| Sezona      | Klub                | Soutěž      | Z             | G             | A             | B             | TM            | Z        | G        | A        | B        | TM       |
| ----------- | ------------------- | ----------- | ------------- | ------------- | ------------- | ------------- | ------------- | -------- | -------- | -------- | -------- | -------- |
| 2010/11     | Manchester Monarchs | AHL         | 1             | 1             | 0             | 1             | 0             | 5        | 1        | 0        | 1        | 6        |
| 2012/13     | Los Angeles Kings   | NHL         | 10            | 2             | 3             | 5             | 2             | 12       | 2        | 4        | 6        | 0        |
| 2012/13     | Manchester Monarchs | AHL         | 58            | 28            | 23            | 51            | 18            | —        | —        | —        | —        | —        |
| 2013/14     | Manchester Monarchs | AHL         | 18            | 15            | 8             | 23            | 4             | —        | —        | —        | —        | —        |
| 2013/14     | Los Angeles Kings   | NHL         | 62            | 12            | 17            | 29            | 10            | 26       | 7        | 7        | 14       | 10       |
| 2014/15     | Los Angeles Kings   | NHL         | 76            | 23            | 26            | 49            | 37            | —        | —        | —        | —        | —        |
| 2015/16     | Los Angeles Kings   | NHL         | 82            | 31            | 27            | 58            | 20            | 5        | 0        | 1        | 1        | 2        |
| 2016/17     | Los Angeles Kings   | NHL         | 63            | 16            | 18            | 34            | 22            | —        | —        | —        | —        | —        |
| 2017/18     | Los Angeles Kings   | NHL         | 82            | 24            | 23            | 47            | 16            | 4        | 0        | 0        | 0        | 0        |
| 2018/19     | Los Angeles Kings   | NHL         | 82            | 13            | 21            | 34            | 23            | —        | —        | —        | —        | —        |
| 2019/20     | Los Angeles Kings   | NHL         | 58            | 18            | 16            | 34            | 16            | —        | —        | —        | —        | —        |
| 2019/20     | Vancouver Canucks   | NHL         | 10            | 6             | 4             | 10            | 4             | 7        | 2        | 2        | 4        | 0        |
| 2020/21     | Montreal Canadiens  | NHL         | 52            | 28            | 16            | 44            | 4             | —        | —        | —        | —        | —        |
| 2021/22     | Montreal Canadiens  | NHL         | 37            | 9             | 17            | 26            | 4             | —        | —        | —        | —        | —        |
| 2021/22     | Calgary Flames      | NHL         | 37            | 11            | 12            | 23            | 10            | 12       | 2        | 3        | 5        | 6        |
| 2022/23     | Calgary Flames      | NHL         | 82            | 34            | 39            | 73            | 28            | —        | —        | —        | —        | —        |
| 2023/24     | New Jersey Devils   | NHL         | 61            | 26            | 18            | 44            | 12            | —        | —        | —        | —        | —        |
| 2023/24     | Winnipeg Jets       | NHL         | 18            | 7             | 4             | 11            | 2             | 5        | 2        | 0        | 2        | 0        |
| NHL celkově | NHL celkově         | NHL celkově | 812           | 260           | 261           | 521           | 230           | 93       | 20       | 26       | 46       | 24       |